# Vitalius roseus
Vitalius roseus é uma espécie de aranha pertencente à família Theraphosidae (tarântulas).